# Great Stink
De Great Stink (grote stank) was een gebeurtenis in het centrum van Londen in juli en augustus 1858, waarbij de stank van een combinatie van onbehandelde menselijke afvalresten en industrieel afvalwater aan de oevers van de Theems als gevolg van het warme weer sterk toenam. 
Het probleem speelde al enkele jaren door de verouderde en ontoereikende riolering, die rechtstreeks in de Theems uitmondde. Men nam aan dat het miasma van het effluent besmettelijke ziekten overdroeg, en drie uitbraken van cholera vóór de Great Stink werden toegeschreven aan de vervuiling van de rivier.
De geuroverlast en de angst voor mogelijke schadelijke gevolgen noopten lokale en nationale bestuurders tot ingrijpen. Zij kozen voor een voorstel van ingenieur Joseph Bazalgette om de lozing van afvalwater naar het oosten te verplaatsen via een reeks onderling verbonden riolen die afliepen naar afvoerkanalen buiten het grootstedelijk gebied. De werkzaamheden voor de nieuwe noordelijke en zuidelijke afwateringsriolen begonnen aanvang 1859 en duurden tot 1875. Om de afwatering te ondersteunen werden pompstations geplaatst om het afvalwater van lagere niveaus omhoog te pompen. Twee van deze gemalen, Abbey Mills Pumping Station in Stratford en Crossness Pumping Station aan de Erith-moerassen, staan op de lijst van het Engels erfgoed. 
Het plan van Bazalgette resulteerde in de aanleg van drie kades in Londen boven het riool, de Victoria, Chelsea en Albert Embankments. Dankzij het werk van Bazalgette werd er geen rioolwater meer op de Theems geloosd en kwam er een einde aan de cholera-uitbraken. Hij zou daarmee meer levens hebben gered dan welke andere victoriaanse overheidsfunctionaris dan ook. Volgens de historicus Peter Ackroyd moet Bazalgette als een held van Londen worden beschouwd.

## Satirische uitbeeldingen uit de 19e eeuw

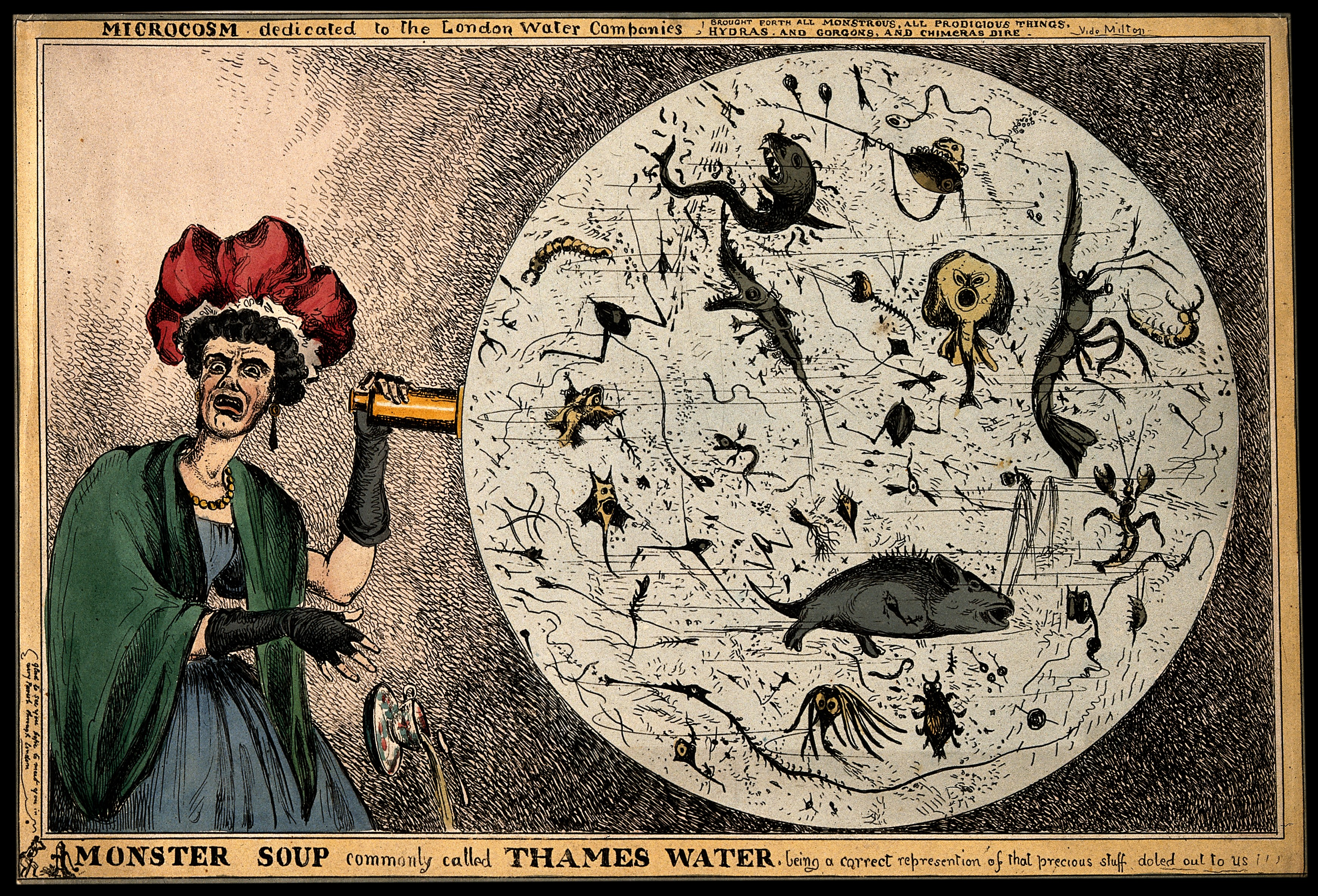
Monstersoep, gewoonlijk Theemswater genoemd, William Heath, 1828
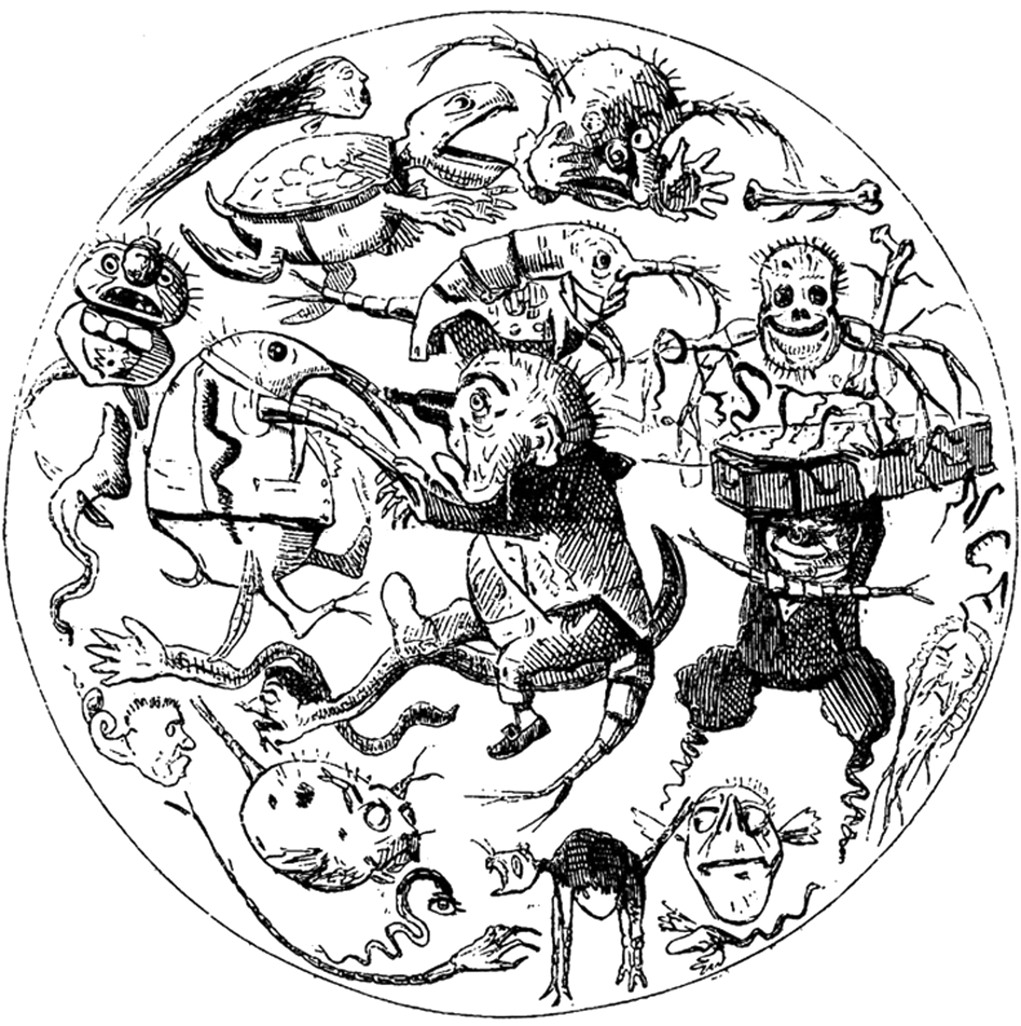
Een druppel Theemswater, Punch Magazine, 1850
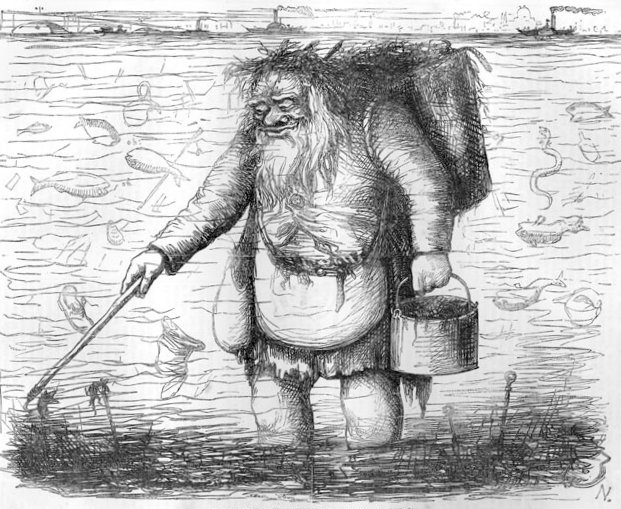
Dirty Father Thames, Punch Magazine, 1848
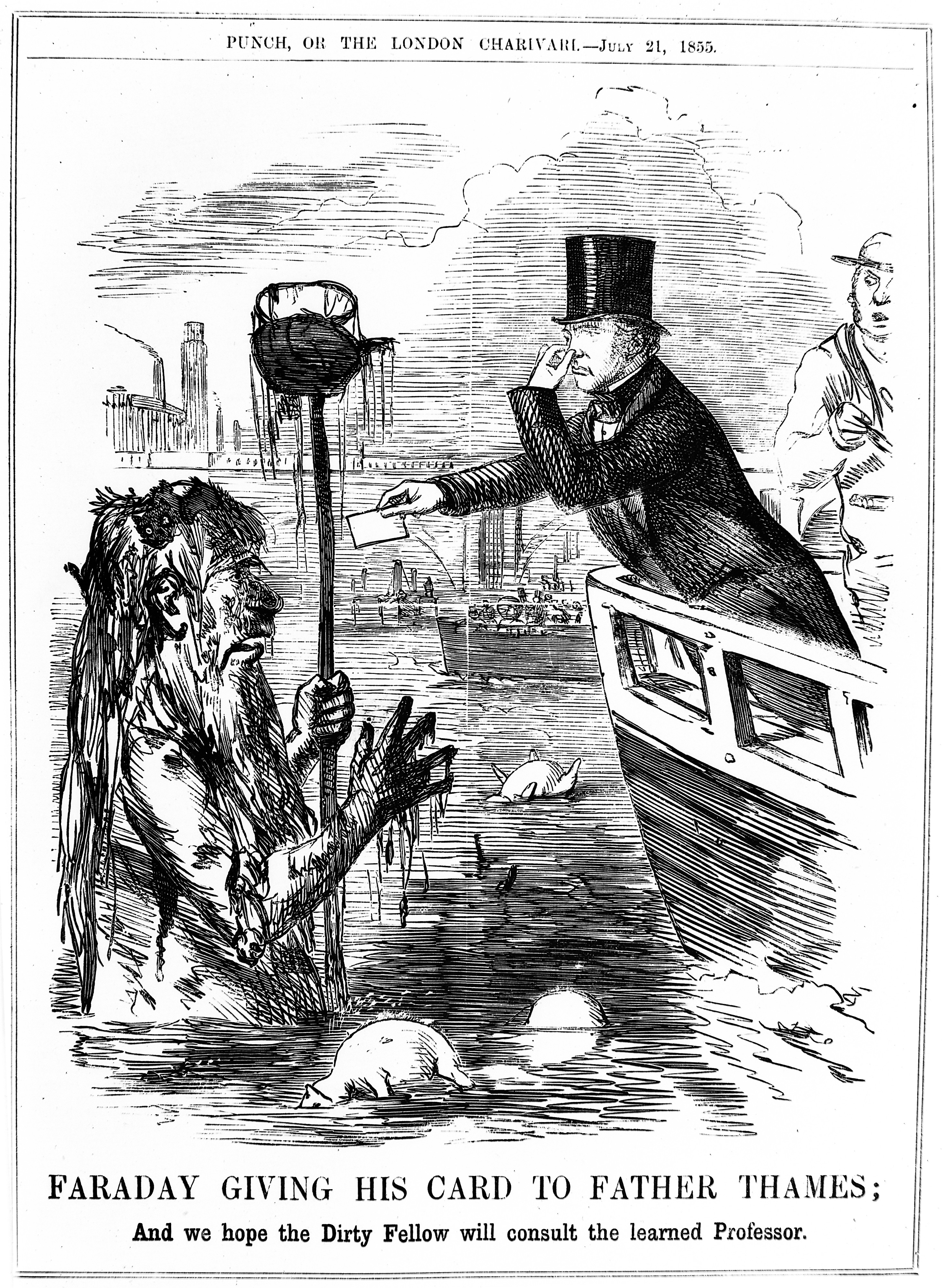
Michael Faraday geeft zijn kaart aan Father Thames
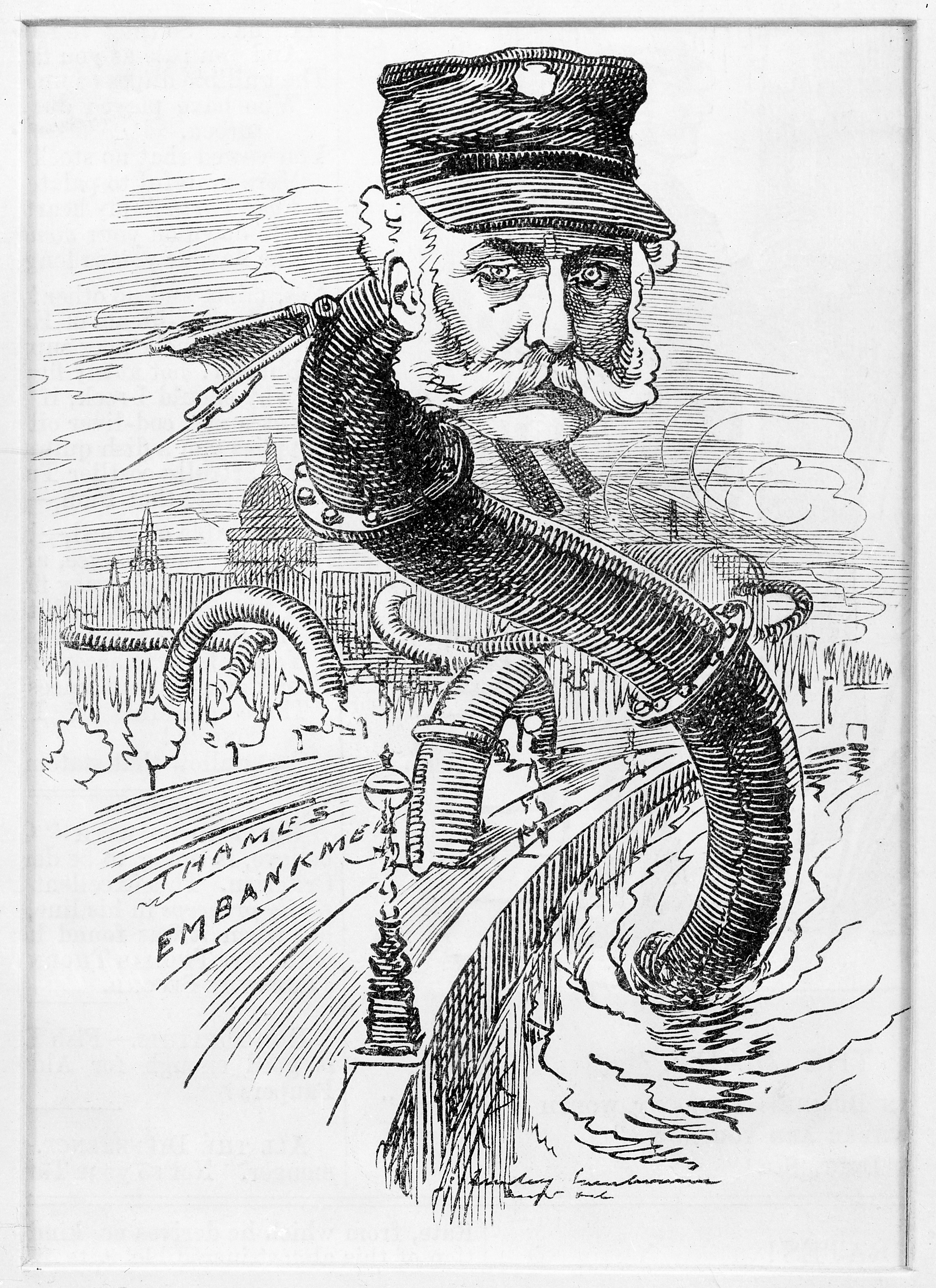
Bazalgette als The Sewer Snake, Punch Magazine, 1883